# Cecima
Cécima (Sésma in dialetto oltrepadano) è un comune italiano di 253 abitanti della provincia di Pavia in Lombardia. Si trova nella valle Staffora, nell'alta collina dell'Oltrepò Pavese, su un poggio alla sinistra del torrente.

## Storia
Cécima fu donato dai re Ugo e Lotario al vescovo di Pavia nel 943. Nel 1164 l'imperatore Federico I inserì Cecima tra le località poste sotto la dominazione di Pavia (risultando isolata tra le terre dei marchesi Malaspina), ma non cessò la signoria feudale del vescovo, che anzi continuò ininterrotta fino all'abolizione del feudalesimo nel 1797.
Nel 1419 il vescovo Pietro Grassi emanò gli Statuti del comune di Cecima (Statutum comunis Zecimae), che furono il modello cui si ispirarono per i loro statuti molti comuni circostanti. Nel 1544 il feudo di Cecima, che si estendeva per circa 10,12 km² e comprendeva anche il comune di San Ponzo (Ponte Nizza), fu subinfeudato agli Sforza di Santa Fiora, feudatari di Varzi. Questo feudo costituiva una delle giurisdizioni separate, cioè dei grandi feudi della collina e montagna dell'Oltrepò dotati di ampia autonomia giuridica e fiscale.
L’infeudazione fu confermata, essendo il feudo già ufficialmente riconosciuto come enclave indipendente tra le terre malaspiniane dall’imperatore Carlo V nel 1530, anche per il figlio Sforza Sforza che, poi succeduto al padre Bosio Sforza (-1575), era stato creato conte (1539) dal nonno materno, divenuto Papa Paolo III, aggiungendo il nuovo titolo a quello di conte di Santa Fiora. Nominato governatore dell’esercito papale di Parma, Sforza ricevette vari feudi nel Pavese come la signoria di Varzi e nel 1544 quella di Cecima e San Ponzo, nonostante le rivendicazioni dei vescovi di Pavia che ne rimasero comunque feudatari titolari fino al 1797. 
Mario II, privo di discendenza, lasciò erede il nipote Francesco (-1707) che nel 1685 giurò fedeltà al re di Spagna quale signore del ducato di Milano, da cui la signoria dipendeva nuovamente insieme ai feudi di Varzi, Cella, Mendonico. 
Nel 1712 Federico succedette al fratello Francesco, privo di eredi diretti, acquisendo tutte le sue proprietà e titoli (ducato di Segni, marchesato di Varzi, Cella, signorie di Menconico, Cecima, San Ponzo, contea di San Fiora) e fu elevato a principe di Genzano. Il figlio Gaetano (-1727) ereditò dalla madre, Livia Cesarini, le sue proprietà, acquisendone il cognome Sforza-Cesarini. Pur se inserito nella provincia sabauda di Voghera (1743), il feudo rimase sostanzialmente autonomo con il principe Filippo (1744-64) che, privo di discendenza e rimasto vedovo, si ritirò nella sua contea di Santa Fiora in Maremma e alla sua morte lasciò feudi e titoli al fratello minore Gaetano II Sforza Cesarini (-1776), che dovette lasciare la carriera ecclesiastica per sposarsi; suo figlio Francesco II, ne fu successore fino al 1797, e protettore del giovane musicista Rossini. 
Unito con il Bobbiese al Regno di Sardegna nel 1743, in base al Trattato di Worms, entrò a far parte poi della Provincia di Bobbio. Nel 1801 il territorio fu annesso alla Francia napoleonica fino al 1814. Nel 1818 passò alla provincia di Voghera e nel 1859 alla provincia di Pavia.
Nel 1928 costituì con Pizzocorno, Trebbiano Nizza e San Ponzo Semola il nuovo comune di Ponte Nizza, ma nel 1956 ottenne nuovamente l'autonomia.

### Simboli
Lo stemma e il gonfalone del comune sono stati concessi con decreto del presidente della Repubblica del 17 giugno 2009.
La campana simboleggia la comunità nella sua storia di unità nei valori cristiani; l'orchidea maculata, specie tipica del territorio, testimonia le peculiarità ambientali e paesaggistiche locali;
il leone con il libro degli Statuti del comune di Cecima del 1419, rappresenta la forza e l'identità dell'autonomia comunale.
Il gonfalone è un drappo partito di azzurro e di giallo.

## Monumenti e luoghi d'interesse
- Chiesa parrocchiale di San Martino Vescovo

## Società

### Evoluzione demografica
Abitanti censiti

## Cultura
Questo paese fa parte del territorio culturalmente omogeneo delle Quattro province (Alessandria, Genova, Pavia, Piacenza), caratterizzato da usi e costumi comuni e da un importante repertorio di musiche e balli molto antichi. Strumento principe di questa zona è il piffero appenninico che accompagnato dalla fisarmonica, e un tempo dalla müsa (cornamusa appenninica), guida le danze e anima le feste.
Nel territorio del comune di Cecima sorge il nuovo planetario e osservatorio di Cà del Monte, struttura aperta nel 2009 con lo scopo di avvicinare alla conoscenza del cielo.

## Infrastrutture e trasporti
La fermata di Cecima sorgeva lungo la ferrovia Voghera-Varzi, attiva fra il 1931 e il 1966.

## Amministrazione

### Comunità montane
Fa parte della Comunità montana Oltrepò Pavese.

### Altre informazioni amministrative
La piccola località di Serra del Monte, posta esattamente lungo il confine tra Piemonte e Lombardia, pur essendo in pratica un unico centro abitato, è ripartita in due frazioni dallo stesso nome e confinanti tra loro, situate l'una nel territorio comunale di Brignano-Frascata (AL) e l'altra in quello di Cecima (PV).